# Neurergus
Neurergus är ett släkte av groddjur som ingår i familjen salamandrar.
Dessa salamandrar förekommer i Turkiet, Irak och Iran.
Arter enligt Catalogue of Life:
- Neurergus crocatus
- Neurergus kaiseri
- Neurergus microspilotus
- Neurergus strauchii

Amphibian Species of the World listar Neurergus microspilotus istället med namnet Neurergus derjugini.